# Rajiv Gandhi Zoo
Koordinaten: 18° 27′ 10″ N, 73° 51′ 40″ O
Der Rajiv Gandhi Zoo, auch als Rajiv Gandhi Zoological Park, Rajiv Gandhi Zoological Park and Wildlife Research Centre, Katraj oder Katraj Zoo bekannt, ist ein Zoo in Katraj, einem Vorort von Pune im indischen Bundesstaat Maharashtra. Er umfasst eine Gesamtfläche von ca. 130 Hektar und wird von der Pune Municipal Corporation betrieben.

## Geschichte
Bereits im Jahr 1953 wurde auf einer Fläche von sieben Hektar ein kleiner Tierpark in der Region Pune betrieben. Die vorhandenen Tiere wurden in einfachen Käfigen hinter Eisengittern zur Schau gestellt und dienten dem Vergnügen der Besucher. Nach der Bildung einer zentralen Zoo-Behörde in Indien im Jahr 1992 wurde diese Einstellung grundlegend geändert. Naturschutz, artgerechte Tierhaltung, Wildtierforschung und Arterhaltungszüchtung traten in den Vordergrund. Für die vorhandenen Zootiere wurde ein neuer Standort gesucht, der bei Katraj mit einer Landfläche von 130 Hektar gefunden wurde. Der neue Zoo wurde am 14. März 1999 eingeweiht und Rajiv Gandhi Zoological Park und Wildlife Research Center genannt. Zunächst wurde die Infrastruktur des Geländes den gültigen tiergärtnerischen Erfordernissen angepasst. Tierhäuser und Freianlagen wurden großzügig gestaltet, um den natürlichen Lebensraum der Tiere nachzuempfinden. Der 1986 gegründete Reptilienpark wurde modernisiert und mit dem Zoo verschmolzen. Ab 2012 beteiligt sich der Rajiv Gandhi Zoo an Ex-situ-Erhaltungsprogrammen für mehrere Tierarten. Dazu zählen Rostkatze (Prionailurus rubiginosus),  Rohrkatze (Felis chaus), Zwergböckchen (Tragulidae), Königsriesenhörnchen (Ratufa indica) und Königskobra (Ophiophagus hannah).

## Tierbestand
Im Rajiv Gandhi Zoo werden ca. 66 Arten an Säugetieren, Reptilien und Vögeln aller Kontinente gezeigt. Einen Schwerpunkt bildet dabei die Ausstellung der heimischen Fauna. Nachfolgende Bilder zeigen einige Tierarten aus dem Bestand des Zoos der Jahre 2013 bis 2016.

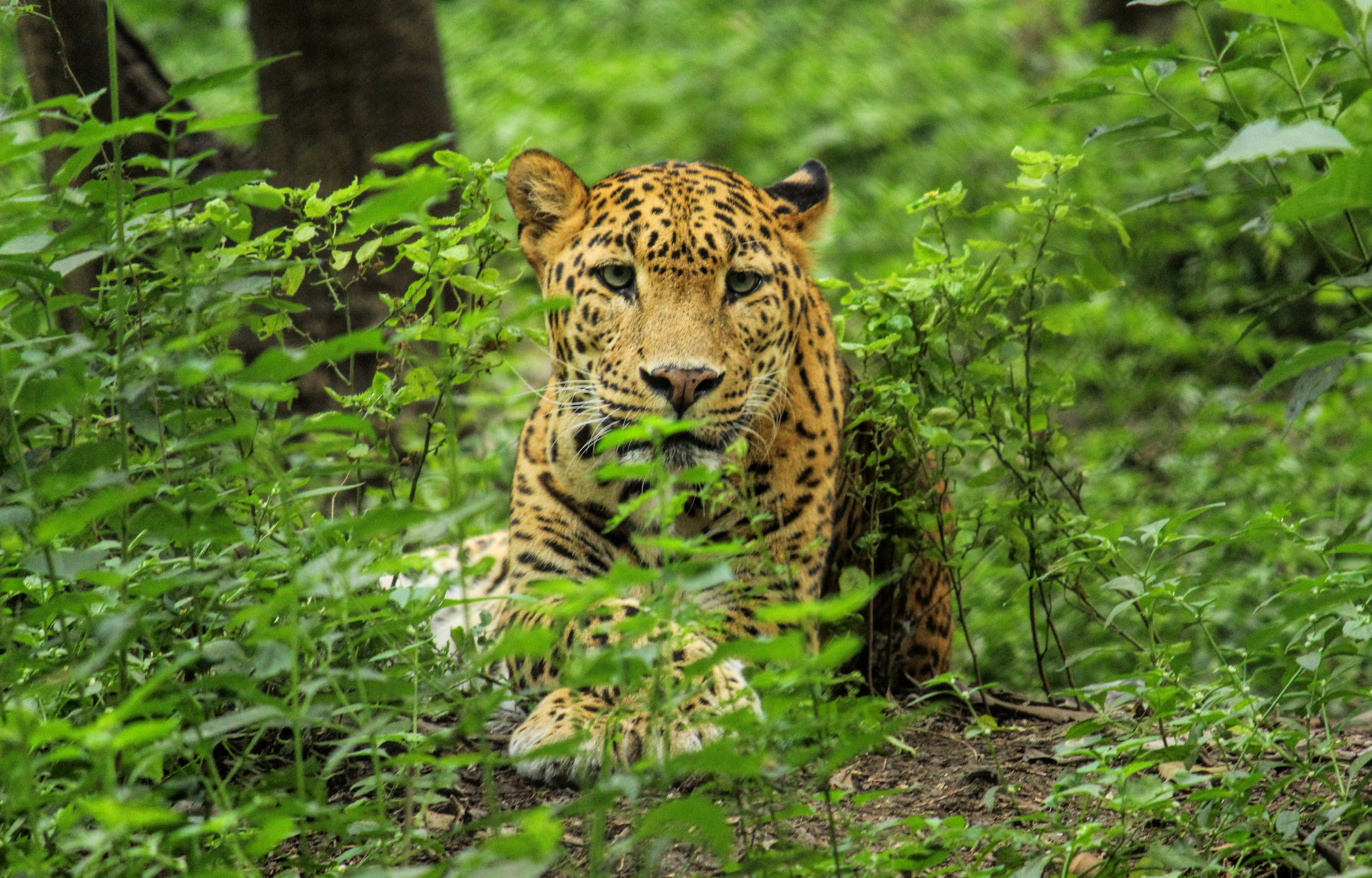
Leopard (Panthera pardus)
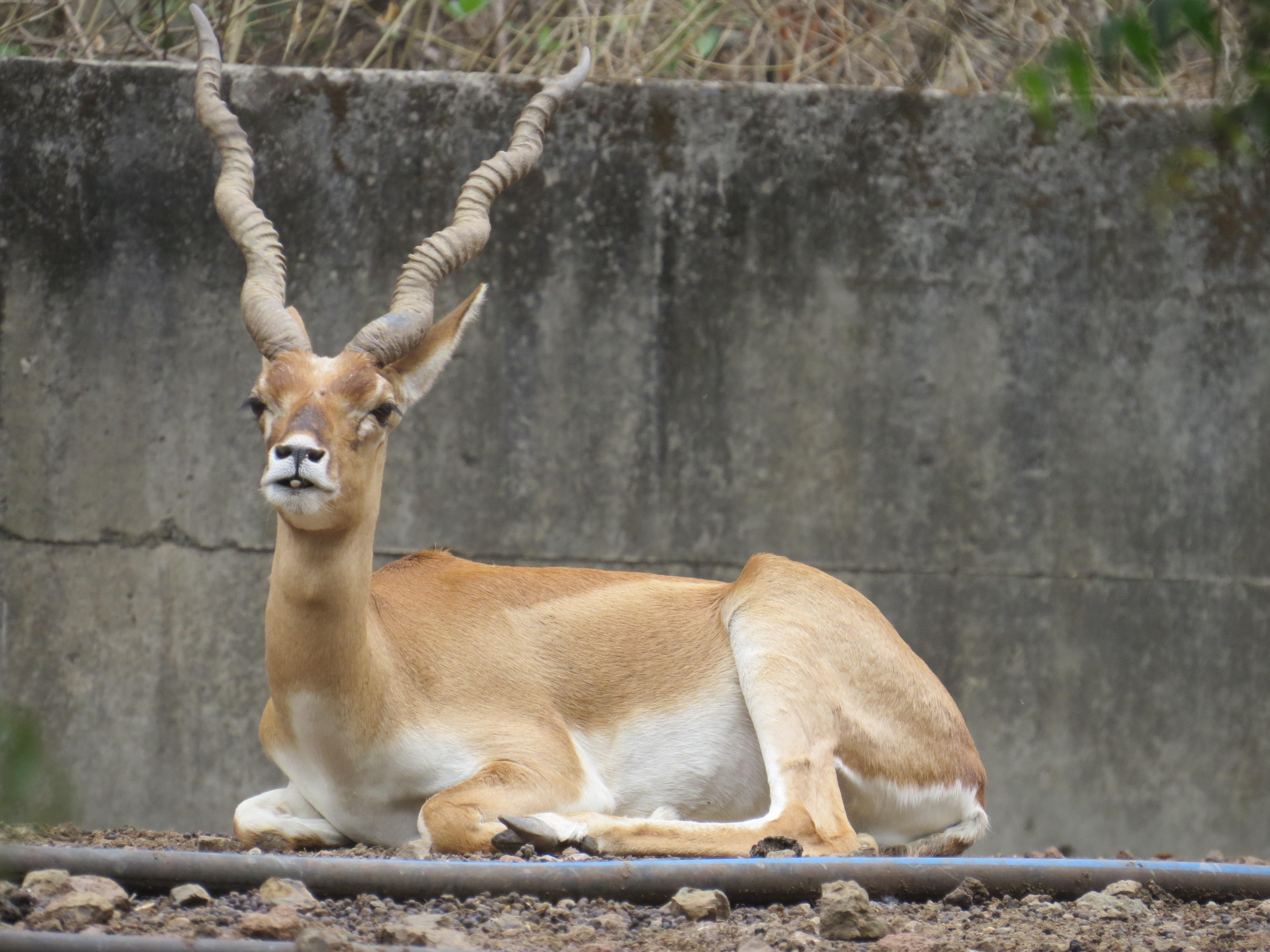
Hirschziegenantilope (Antilope cervicapra)
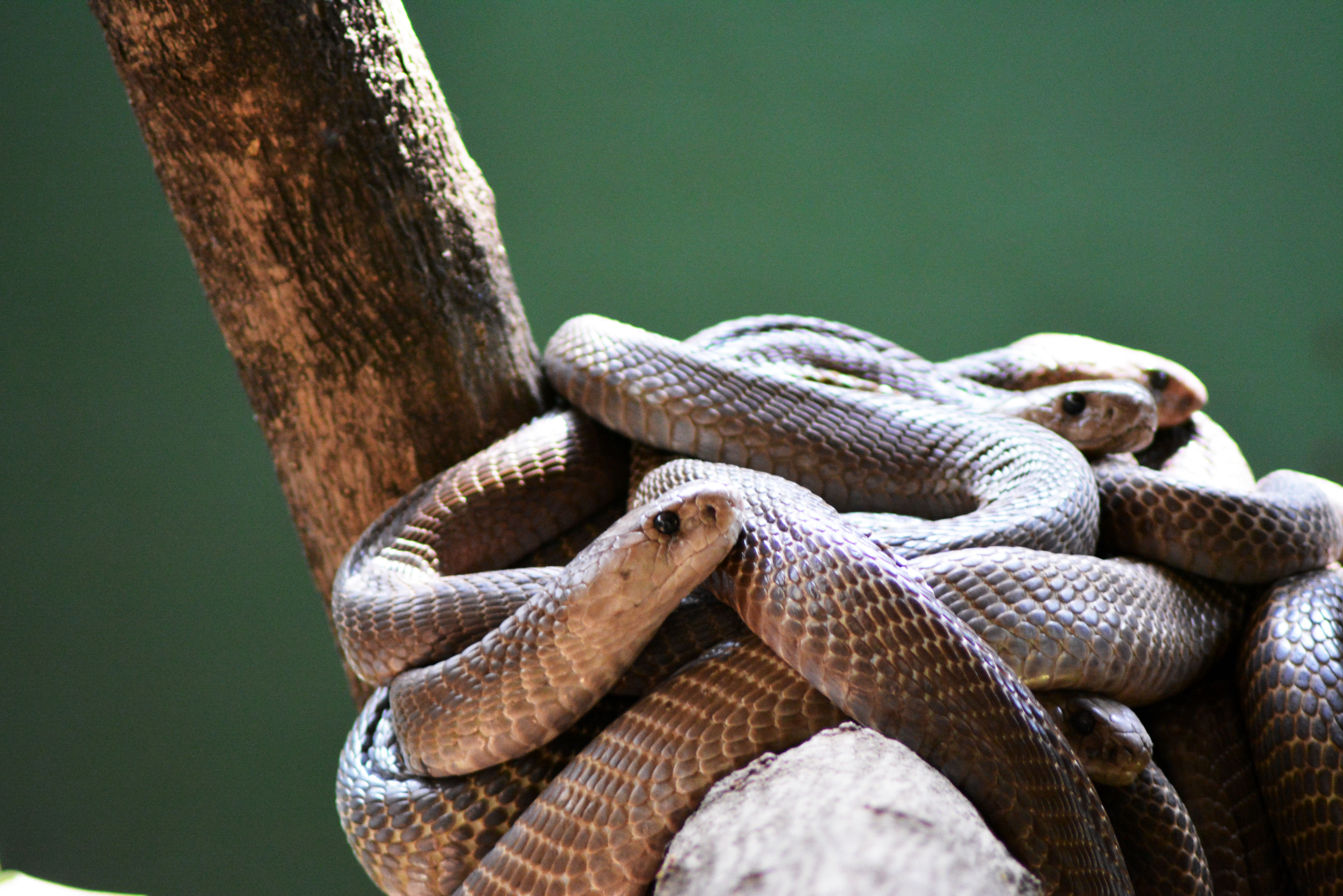
Südasiatische Kobras (Naja naja)
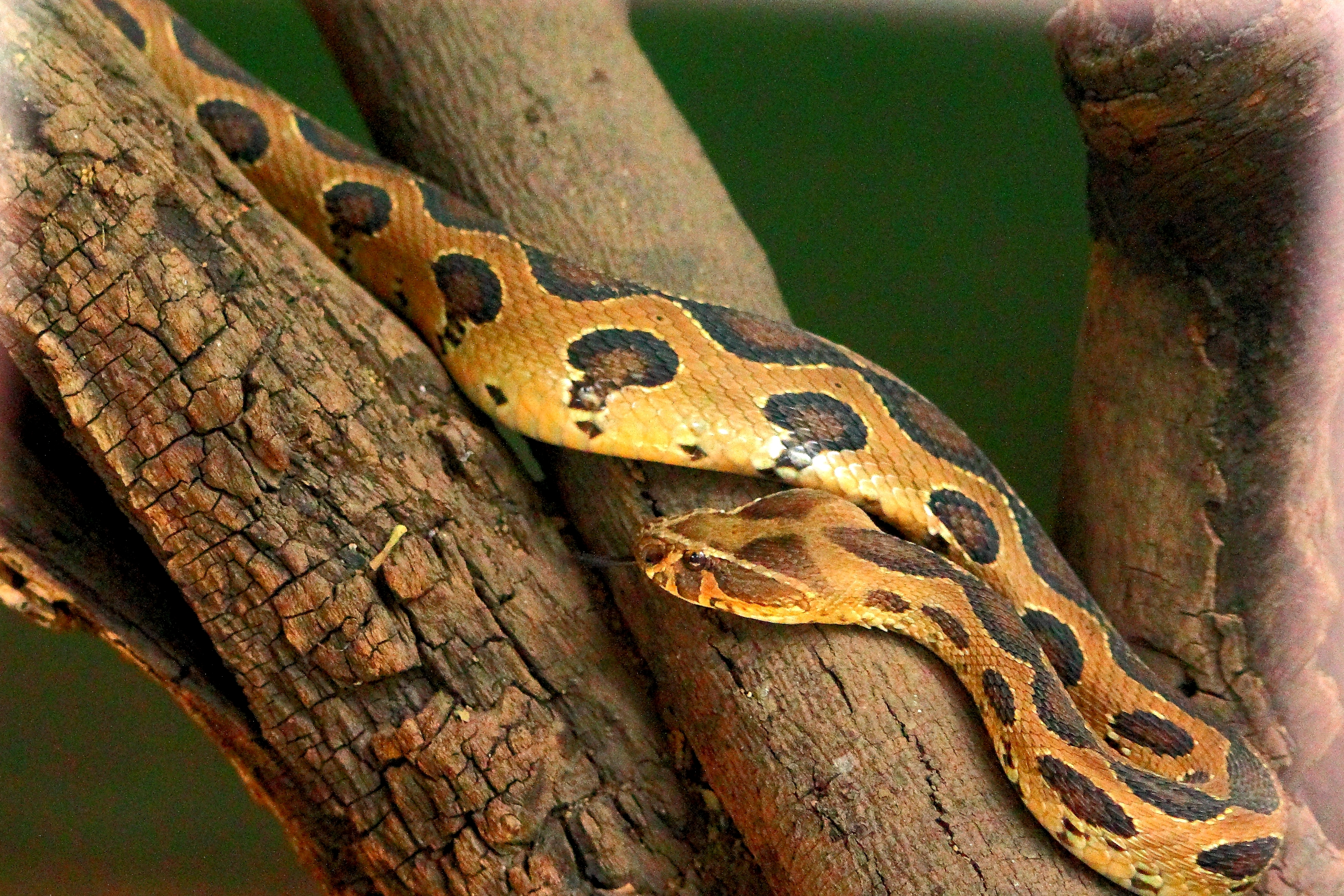
Kettenviper (Daboia russelii)

## Weitere Einrichtungen
Zur Förderung der Wildtiererhaltung wird den Besuchern umfangreiches Informationsmaterial angeboten, das das Publikum für die verschiedenen Aspekte der Tierwelt sensibilisieren soll. Eine Tierkrankenstation ist mit verschiedenen Tierpflegemitteln, Medikamenten, modernen diagnostischen Instrumenten und Behandlungseinrichtungen ausgestattet. Nach einem vorbeugenden Krankheitsmanagementprotokoll werden die Tiere in bestimmten Zeitintervallen auf ihre Gesundheit hin untersucht, um sie schon im Voraus vor Erkrankungen schützen zu können.

## Tierpatenschaften
Um einen engen Kontakt zwischen Mensch und Tier herzustellen, bietet der Zoo Einzelpersonen, Familien, Schulen, Klassen, Organisationen, Firmen, Mitarbeitergruppen und Großunternehmen Tierpatenschaften an. Diese können für Zeiträume von einem Tag, bis zu sechs Monaten oder bis zu fünf Jahren abgeschlossen werden.